# Леонас, Пётр Сильвестрович
Пётр Сильвестрович Леонас, (16 ноября 1864, Сувалкская губерния — 12 мая 1938, Каунас) — литовский юрист, адвокат, депутат Государственной думы II созыва от Сувалкской губернии, профессор права, общественный и политический деятель, первый министр юстиции Литвы.

## Биография

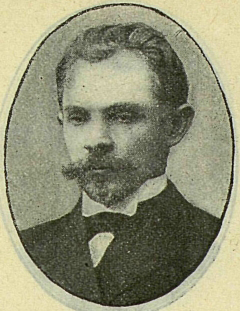
Пётр Леонас, депутат II-й Думы, 1907.

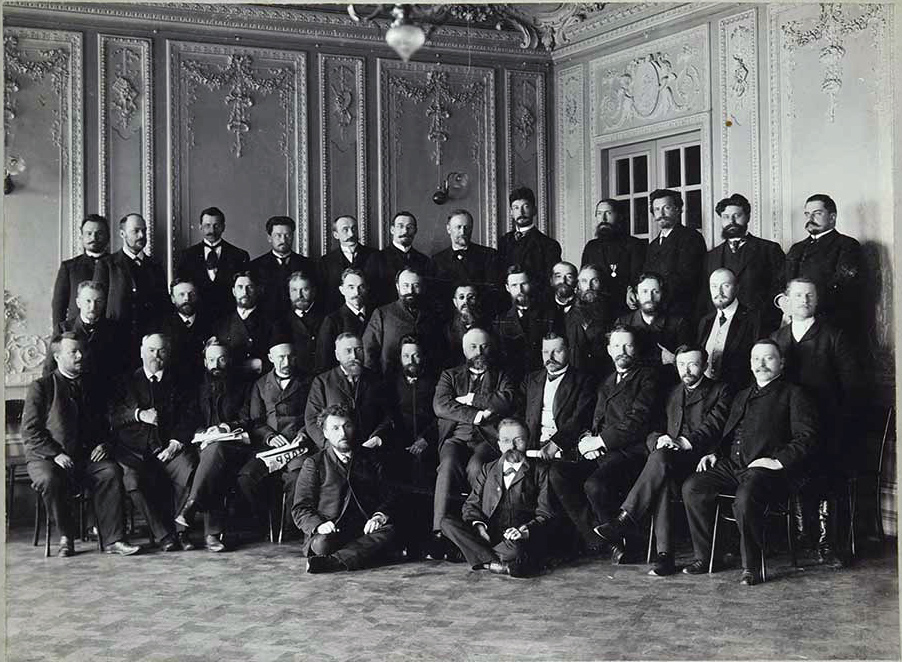
П. Леонас (5-й слева, 3-й ряд) среди членов фракции кадетов во II-й Думе.

Родился 16 ноября 1864 года Лясково Гудельской гмины Мариампольского уезда Сувалкской губернии в семье Сильвестраса Леонаса и Оны Леонене. Был младшим из семи братьев и четырёх сестер. Семья владела земельным наделом в 16,8 га. Выпускник гимназии в Мариямполе, окончил юридический факультет Московского университета. По инициативе Леонаса в Московском университете основана тайная Ассоциация литовских студентов, в 1886—1889 года он её возглавлял.
В 1890—1893 годах он служил в Сувалкском окружном суде, с 1893 по 1905 был помощником мирового судьи, мировым судьей, следователем в Ташкенте, товарищем ферганского областного прокурора при старых судах и членом Ново-Маргеланского окружного суда. За хорошую службы награждён двумя государственными орденами. В 1905 году за принадлежность к Конституционно-демократической партии уволен со службы. В 1906—1914 годах был присяжным поверенным в Ковно, член местной конституционно-демократической группы. Владел землёй площадью 2 десятины в деревне Лясково Гудельской гмины Мариампольского уезда Сувалкской губернии.
6 февраля 1907 избран во Государственную думу II созыва от съезда уполномоченных от волостей Сувалкской губернии. Вошёл в состав Конституционно-демократической фракции и Литовской группы. Состоял в думской комиссии по разбору корреспонденции, был секретарём комиссии о свободе совести.
В 1907 году один из инициаторов 1-го съезда Литовских женщин. В 1908—1912 годах — президент Ассоциации «Dainos» (Песни).

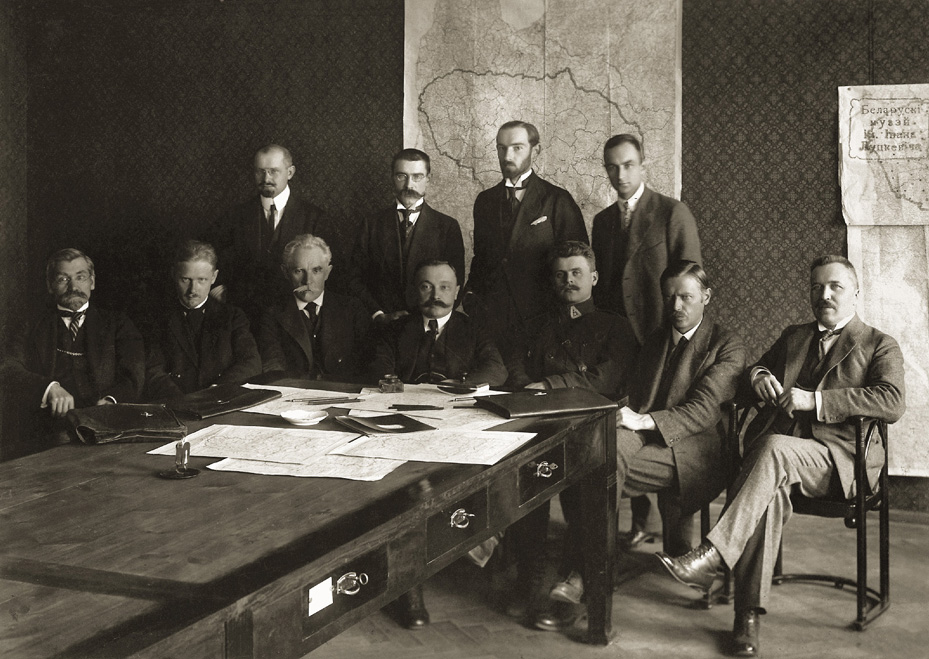
4-й кабинет министров Литвы, Каунас, 1919.
Сидят, слева направо: Ю. Зубрицкас, Й. Пакнис, П. Леонас, премьер-министр М. Слежявичюс, А. Меркис, С. Кайрис, Й. Вилейшис;
стоят — А. Стульгинскис, Й. Шернас, В. Чарнецкис, Т. Петкевичюс.

В 1915—1918 годах жил в Москве, вице-председатель Центрального Комитета Литовского общества по оказанию помощи пострадавшим от войны. В феврале 1916 года на 6-м съезде конституционно-демократической партии избран в состав Центрального комитета.
В 1917 году основал и возглавил партию «Сантара» («Единение»). В 1918—1919 годах I и II кабинетах министров Литвы — министр юстиции, в IV кабинете премьер-министра Миколаса Слежявичюса (12 апреля — 7 октября 1919) — министр внутренних дел. При нём в январе 1919 было создано Временное учреждение литовских судов и их работы. Принимал деятельное участие в выработке конституции на демократических основах и в создании закона о местном самоуправлении.
В октябре 1919 вернулся к адвокатской практике. Один из основателей Литовской ассоциации юристов, в 1920—1921 её председатель. С 1922 года профессор Каунасского университета. В 1922—1933 года декан юридического факультета того же университета. С 1926 по май 1938 года председатель совета адвокатов Литвы. В 1927 году инициатор создания фонда Йонаса Басанавичюса. 25 сентября 1932 ему присуждается степень почетного доктора Университета Витовта Великого.
Даже после Военного переворота Антанас Сметоны в 1926 году Пётр Леонас заставлял правительство прислушиваться к его мнению, и нередко он выступал в защиту оппозиционных политиков, так, например, в 1929 году он был защитником в суде редакции каунасской газеты «Socialdemokratas», в 1930 году — по делу «8 социал-демократов».
В 1933—1938 годах главный редактор журнала «Культура».
Умер в Каунасе 12 мая 1938 года.

## Сочинения
- Леонас П. С. О преступности населения Самаркандской области // Журнал Министерства Юстиции. — СПб., 1899. — № 4 (Апрель). — С. 226—240.